# Doubt (manga)
A Doubt (-ダウト-; Hepburn: Dauto), amelyet Rabbit Doubtként (ラビット·ダウト; Hepburn: Rabitto Dauto) is ismernek, egy horror sónen manga, amelyet Tonogai Josiki ír és illusztrál. A sorozat a „Rabbit Doubt” nevű telefonos játékra fókuszál, amelynek a szabályai megegyeznek a gyilkosos nevezetű játékéval. A játékosok egy csoportot alkotnak és meg kell találniuk a csapatukban megbúvó gyilkost, avagy farkast, mielőtt az végezne egyesével velük. Ennek a játéknak a hat játékosa, egy épületbe zárva találja magát, az egyik már halott csapattársukkal együtt. Hogy elkerüljék ugyanezt a végzetet, a megmaradt 5 játékosnak egy életre-halálra szóló „Rabbit Doubt” játékot kell játszaniuk és ezáltal megtalálniuk a soraikban megbúvó gyilkost.
A manga 2007. július 12-től 2009. február 12-ig futott a Square Enix Gekkan Sónen Gangan magazinjában. Tankóbon kötetben 2007. december 22-én adta ki a manga első és 2009. február 12-én az utolsó kötetét a négyből. A sorozathoz készült egy spin-off is, amelynek a neve Judge (ジャッジ; Dzsaddzsi; Hepburn: Jajji).

## A történet
A Doubt cím a kitalált telefonos játék nevéből a „Rabbit Doubt”-ból ered, amelyben a játékosok nyulak egy nyúl kolóniában. Ebből egy játékos véletlenszerűen kiválasztva farkasként épül be a csapatba. Minden egyes körben a nyulak tippelnek, hogy melyikük a farkas, miközben az egyesével eszi meg őket, egészen addig, amíg már csak ő maradt. A történetben négy játékosa van a „Rabbit Doubtnak”. Aikava Jú, Hosi Eidzsi, Akemicsi Haruka, Hazama Rei és a nem játékos Hójama Micuki összejönnek, hogy szórakozzanak egyet, ezért elmennek egy karaoke bárba ahol történetünk félbe szakad. Mivel később kiderül, hogy elkábították őket és egy bezárt pszichiátriai kórházban ébrednek fel. Itt találkoznak Hadzsime Komabaval és fedezik fel a felakasztott Reit. A csoport megtalálja Rei telefonját és realizálják, hogy a „Rabbit Doubt” valós játékát kényszerülnek játszani. Azért, hogy túléljék a játékot, a farkasnak, aki a „hazug” meg kell halnia.
Később a történetben a csoport megpróbálja megtalálni a kiutat és a farkast azáltal, hogy a testükre tetovált vonalkódokat használják fel. Lehetőségeik korlátozottak, minden egyes vonalkód egyetlen új ajtót nyit ki. Ahogy a történet előrehalad a „nyulakat” egyesével ölik meg, amíg Jú fel nem fedezi, hogy Micuki az, aki mindenkit megölt. Micuki elmagyarázza, hogy szeretné megbüntetni az összes hazugot, hogy így elégtételt vegyen az apja haláláért. Amikor Micuki elmegy, Hadzsime felfedi igazi kilétét, hogy ő egy kiskorúak eltűnésével foglalkozó nyomozó és fegyverként egy szikét ad Júnak, így együtt pedig kiütik őt. Amikor Jú megpróbálja kinyitni a kijárat ajtaját Micuki vonalkódjával, előlép Rei és felfedi magát, mint az éppen aktuális farkas. Rei buzgón próbál bosszút állni, mivel a média azt hitte a hipnózisa egy átverés volt és emiatt támogatták szülei az öngyilkossági kísérletét. Azért, hogy elérje célját manipulálta Micukit, habár Micuki szerelme Jú felé erősebb mint a hipnózis. Rei ráeszmél, hogy kik a túlélők és értesíti a rendőrséget. Micukit - aki kómába esett - vádolták meg azzal, hogy ő volt a gyilkosságok okozója mivel nem volt bizonyíték arra, hogy Rei ott lett volna. A kórházban Jú kap egy telefont Reitől aki átveri azzal, hogy elmondja neki a „varázsszót”, ami a felébredő Micukit „farkas módba” kapcsolja. Az utolsó jelenet azzal zárul, hogy megtámadja Jút egy késsel.

## Médiamegjelenések
A mangát Tonogai Josiki írta és rajzolta. A „Rabbit Doubt” a Square Enix havonta megjelenő Gekkan Sónen Gangan magazinjában jelent meg 2007. július 12-e óta. A sorozat 2009. február 12-én fejeződött be húsz fejezettel. Egy fejezet szintén kiadták a magazinban, 2009 májusában, hogy megemlékezzenek a műből készült hangjátékra, amely 2009. május 27-én volt hallható a rádióban. A spin off-ja a Judge 2010 januárjában jelent meg a szintén a Gekkan Sónen Ganganban.
Különálló fejezetek jelentek meg a Square Enix által kiadott tankóbonban.
Megjelenések:
- Első kötet: 2007. december 22.
- Második kötet: 2008. május 22.
- Harmadik kötet: 2008. október 22.
- Negyedik kötet: 2009. május 22.

Több nyelven is megjelent, franciául a Ki-oon, Finnországban a Punainen Jättiläinen, Lengyelországban a JPF kezdte el kiadni 2013-ban. Amerikában 2012 szeptemberében a Yen Press gondozásában jelent meg. Angolul két kötetes omnibus formában jelent meg 2013. április 23-án.

## Spin-off
A manga spin-off-ja, a Judge (ジャッジ; Dzsaddzsi; Hepburn: Jajji) a Gekkan Sónen Ganganban 2010 januárjától fut. Élőszereplős filmadaptációt 2013. november 8-án mutatták be a japán mozikban.

## Fogadtatás
Május 18. és május 22. közötti héten japánban, a negyedik kötet 14. lett harmincból az eladási statisztikákat tekintve 45 770 példánnyal. A következő héten (május 25-től május 30-ig) a tizedik helyig tőrt előre az eladási listákon további 47 323 példánnyal.

## Fordítás
Ez a szócikk részben vagy egészben  a   Doubt (manga) című angol Wikipédia-szócikk ezen változatának fordításán alapul.  Az eredeti cikk szerkesztőit annak laptörténete sorolja fel. Ez a jelzés csupán a megfogalmazás eredetét és a szerzői jogokat jelzi, nem szolgál a cikkben szereplő információk forrásmegjelöléseként.